# Panthophthalmidae
De Panthophthalmidae zijn een familie uit de orde van de tweevleugeligen (Diptera), onderorde vliegen (Brachycera). Wereldwijd omvat deze familie 2 genera en 20 soorten.